# Brignamaro
Brignamaro är ett arrondissement i kommunen Kérou i Benin. Den hade 14 751 invånare år 2002.